# Adrián Vallés (lekkoatleta)
Adrián Vallés Iñarrea (ur. 16 marca 1995 w Pampelunie) – hiszpański lekkoatleta specjalizujący się w skoku o tyczce.
Bez powodzenia startował na juniorskich mistrzostwach Europy (2013) i świata (2014). W 2015 sięgnął po brązowy medal młodzieżowych mistrzostw Europy w Tallinnie oraz odpadł w eliminacjach światowego czempionatu w Pekinie. W 2017 zdobył swój drugi brąz młodzieżowego czempionatu Europy. Trzy tygodnie później na eliminacjach zakończył udział podczas rozgrywanych w Londynie mistrzostwach świata.
Złoty medalista młodzieżowych mistrzostw Hiszpanii. Stawał na podium czempionatu NCAA.
Rekordy życiowe: stadion – 5,70 (28 czerwca 2017, Landau); hala – 5,61 (20 stycznia 2018, Notre Dame).

## Osiągnięcia
| Rok  | Impreza                        | Miejsce   | Pozycja           | Wynik |
| ---- | ------------------------------ | --------- | ----------------- | ----- |
| 2013 | Mistrzostwa Europy juniorów    | Rieti     | el. – 19. miejsce | 4,60  |
| 2014 | Mistrzostwa świata juniorów    | Eugene    | el. – 17. miejsce | 5,10  |
| 2015 | Młodzieżowe mistrzostwa Europy | Tallinn   | 3. miejsce        | 5,50  |
| 2015 | Mistrzostwa świata             | Pekin     | el. – 31. miejsce | 5,40  |
| 2016 | Mistrzostwa Europy             | Amsterdam | 11. miejsce       | 5,30  |
| 2017 | Młodzieżowe mistrzostwa Europy | Bydgoszcz | 3. miejsce        | 5,50  |
| 2017 | Mistrzostwa świata             | Londyn    | el. – 16. miejsce | 5,60  |
| 2018 | Mistrzostwa Europy             | Berlin    | el. –             | NH    |